# Elliptio arca
Elliptio arca är en musselart som först beskrevs av Conrad 1834.  Elliptio arca ingår i släktet Elliptio och familjen målarmusslor. IUCN kategoriserar arten globalt som otillräckligt studerad. Inga underarter finns listade i Catalogue of Life.